# La Plaine (Maine-et-Loire)
La Plaine é uma comuna francesa na região administrativa da Pays de la Loire, no departamento de Maine-et-Loire. Estende-se por uma área de 22,24 km². Em 2010 a comuna tinha 1 034 habitantes (densidade: 46,5 hab./km²).